# Król (singel Edyty Górniak i Gromee’ego)
Król – singel Edyty Górniak i Gromee’ego, wydany 16 sierpnia 2019 nakładem wytwórni płytowej Universal Music Polska.
Kompozycja znalazła się na 10. miejscu listy AirPlay – Top, najczęściej odtwarzanych utworów w polskich rozgłośniach radiowych.
W sierpniu 2021 nagranie uzyskało status dwukrotnie platynowej płyty.

## Powstanie utworu i historia wydania
Tekst do utworu napisała Dagmara Melosik i Ania Dąbrowska, która wspólnie z Gromeem skomponowała także muzykę do utworu. Utwór opowiada o mężczyźnie, który żyje w stworzonym przez siebie egoistycznym świecie, w którym nie jest królem uczciwego życia. Przez całą kompozycję wybrzmiewa w tle charakterystyczne dla utworu pianino.
Radio Eska uznało utwór za jedną z najbardziej wyczekiwanych kompozycji obok singla „Rakiety” Sylwii Grzeszczak.
Singel ukazał się w formacie promo oraz digital download 16 sierpnia 2019 w Polsce za pośrednictwem wytwórni płytowej Universal Music Polska.
14 sierpnia 2019 Edyta Górniak wykonała przedpremierowo utwór w trakcie drugiego dnia festiwalu Top of the Top w Sopocie, na którym zaprezentowała również własną wersję utworu „Sweet Dreams (Are Made of This)” zespołu Eurythmics, a także utwór „One & One” w nowej aranżacji.
Radiowa premiera utworu na antenie radia RMF FM miała miejsce 16 sierpnia 2019 w programie Lato wszędzie, podczas którego redaktor Daniel Dyk gościł Gromeego. Z uwagi na niemożność przybycia Edyty Górniak do studia, połączono się z nią telefonicznie. Tego samego dnia utwór wybrzmiał także premierowo w audycji New Music Friday w radiu Eska.

## Podejrzenia o plagiat
Pojawiły się głosy, jakoby kompozycja była łudząco podobna do utworów „Survive” Dona Diablo (feat. Emeli Sandé i Gucci Mane) oraz „Lowi” Siergieja Łazariewa.

## Teledysk
Do utworu powstał teledysk typu lyric video, które udostępniono za pośrednictwem serwisu internetowego YouTube.

## Lista utworów
Opracowano na podstawie materiału źródłowego.
1. „Król” – 3:00

## Notowania
Kompozycja znalazła się na 10. miejscu zestawienia AirPlay – Top, 5. pozycji listy AirPlay – Nowości, a także na 1. miejscu listy AirPlay – Największe skoki. Utwór pojawił się także na wielu radiowych listach przebojów, między innymi na szczycie POPlisty radia RMF FM, 2. miejscu Szczecińskiej Listy Przebojów Radia Szczecin, a także 3. pozycji zestawienia Top-15 Wietrznego Radia.

### Pozycje na listach airplay
| Kraj   | Lista (2019)               | Pozycja |
| ------ | -------------------------- | ------- |
| Polska | AirPlay – Top              | 10      |
| Polska | AirPlay – Nowości          | 5       |
| Polska | AirPlay – Największe skoki | 1       |

### Pozycje na listach przebojów
| Kraj   | Lista (2019)                                              | Pozycja |
| ------ | --------------------------------------------------------- | ------- |
| Polska | RMF FM (POPlista)                                         | 1       |
| Polska | Radio Szczecin (Szczecińska Lista Przebojów)              | 2       |
| Polska | Wietrzne Radio (Top-15)                                   | 3       |
| Polska | RMF MAXXX (Hop Bęc)                                       | 3       |
| Polska | Nasze Radio (Hit FM)                                      | 2       |
| Polska | Radio Strefa FM (Strefa Hitów)                            | 1       |
| Polska | Radio Via (Lista przebojów Radia Via)                     | 6       |
| Polska | Polskie Radio Pomorza i Kujaw (Lista przebojów Radia PiK) | 4       |